# Жеребкове (станція)
Жеребко́ве — проміжна вантажно-пасажирська залізнична станція Одеської дирекції Одеської залізниці.
Розташована в селі Жеребкове Подільського району Одеської області на лінії Побережжя — Підгородна між роз'їздом Перельоти (12 км) та станцією Заплази (22 км).
Станцію відкрито 1 (13) вересня 1867 року, при відкритті руху на залізниці Балта — Ольвіопіль. Станція виникла під такою ж назвою. Лінія електрифікована 1990 року.
Зупиняються приміські поїзди та поїзди далекого слідування.